# Церковь Троицы Живоначальной в Зубове
Церковь Троицы Живоначальной, что в Зубове — утраченный православный храм, находившийся в Москве, на улице Пречистенка, на месте современного дома № 31/16, корп. 1. В обиходе упоминалась как Троицкая церковь, Святотроицкая церковь или Свято-Троицкая церковь.
По преданию, церковь была сооружена в 1642 году. Ранее здесь располагалась одна из многочисленных стрелецких слобод Москвы, с 1642 по 1698 год там размещался полк «Ивана приказа Зубова», несший охрану Чертольских ворот Земляного города. В 1652 году храм был перестроен как каменный. В 1849 году к церкви была пристроена трапезная с приделами святого Николая Чудотворца и Покрова Пресвятой Богородицы. В 1932 году церковь была закрыта, а в следующем году снесена. На его месте в 1936 году был построен жилой дом сотрудников милиции по проекту советского архитектора Зиновия Розенфельда.
Стоящая отдельно от пятиглавой церкви шатровая колокольня храма была самой высокой среди себе подобных в Москве в XVII—XVIII веках.